# Bas peuple
 (octobre 2011).
Si vous disposez d'ouvrages ou d'articles de référence ou si vous connaissez des sites web de qualité traitant du thème abordé ici, merci de compléter l'article en donnant les références utiles à sa vérifiabilité et en les liant à la section « Notes et références ».
Le bas peuple est — notamment sous l'Ancien Régime et au XIXe siècle — la formule d'usage désignant le peuple pauvre, aussi bien citadins que paysans.
Cette notion n'est pas politique, elle désigne juste une catégorie sociale. Il existe une relation traditionnelle de protecteur/disciple entre l'aristocratie puis la bourgeoisie et ce « bas peuple », qu'elle doit instruire et élever. Le concept de bas peuple implique celui de la charité, renvoyant la pitié des bourgeois face à la pauvreté ou la misère.
L'industrialisation, les manufactures, les cités ouvrières concentrent la pauvreté dans les villes. Les premières réformes sociales sont entreprises. Les ouvriers se rassemblent et émettent des revendications qui deviennent de plus en plus politiques au cours du XIXe siècle.
Karl Marx qui n'a pas inventé la lutte des classes, particulièrement féroce, politise ce « bas peuple » en écrivant : 

« Le prolétariat n'a que ses chaînes d'esclave salarié à perdre et tout un monde à conquérir...
Prolétaires de tous les pays, unissez-vous! »

Bas peuple et prolétariat ne doivent pas être confondus : le bas peuple est une insulte pour l'ensemble des gens modestes de la société, le prolétariat est une classe sociale.
Vauban, en 1697, évoque le bas peuple en ces termes : 

« Le bas peuple ne vit que de pain d’orge et d’avoine mêlés dont ils n’ôtent même pas le son […], de mauvais fruits la plupart sauvages et de quelques herbes potagères de leur jardin, cuites à l’eau avec un peu d’huile de noix […], le plus souvent sans ou avec très peu de sel. Il n’y a que les plus aisés qui mangent du pain de seigle mêlé d’orge et de froment. Le commun du peuple boit rarement du vin, ne mange pas trois fois de viande en un an. »

— Vauban, Description géographique de l'élection de Vézelay, 1696
L'expression tomba en désuétude au cours du XIXe siècle au profit de l'expression politisée de « prolétariat ».